# Ďáblík bahenní

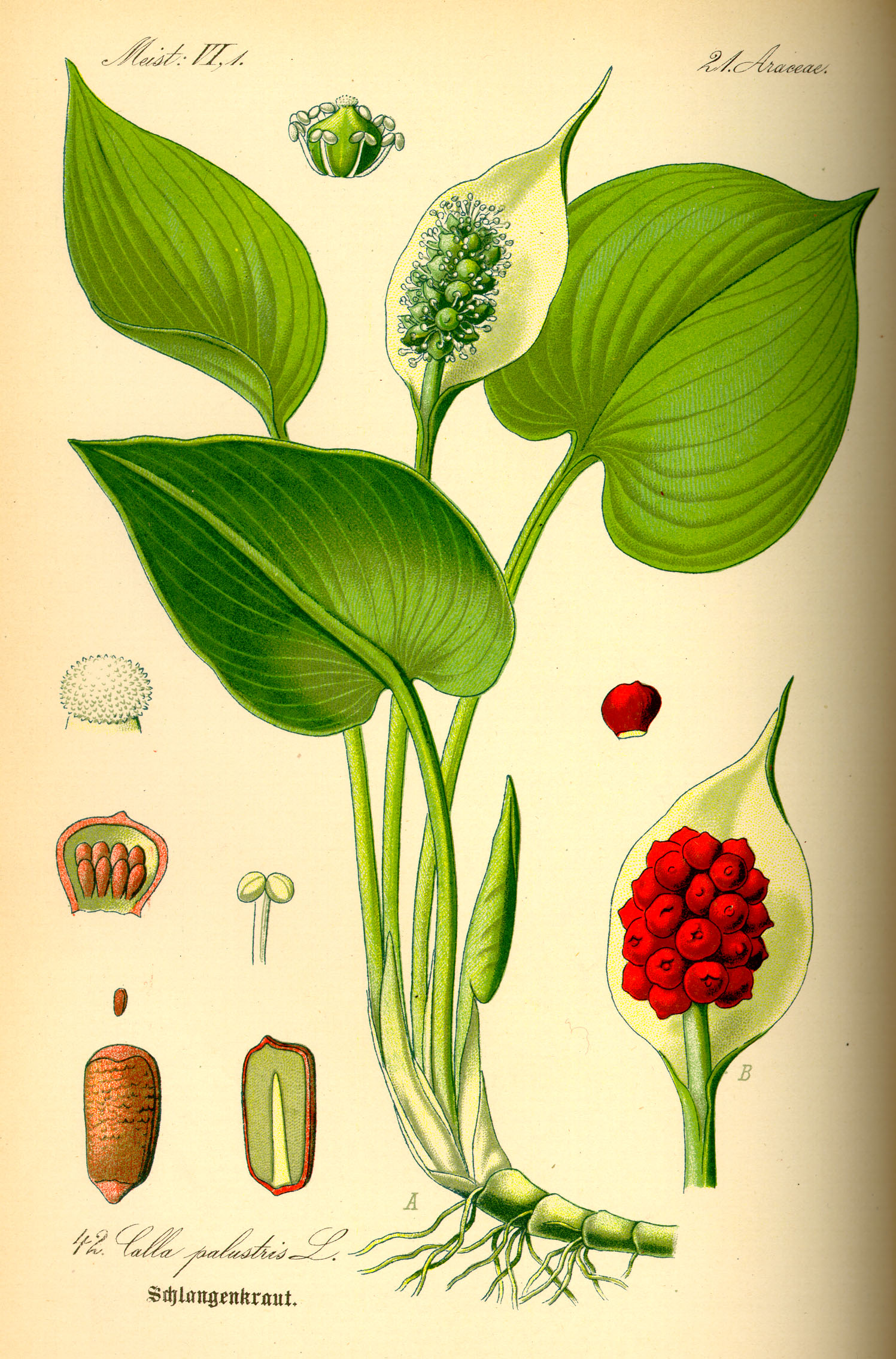
Ďáblík bahenní, ilustrace

Ďáblík bahenní (Calla palustris L.) je druh jednoděložných rostlin z čeledi árónovité (Araceae). Rod ďáblík (Calla) obsahuje podle pojetí většiny současných autorů pouze 1 druh – ďáblík bahenní (Calla palustris). Jiné rostliny kdysi popsané v rodě Calla nebo nakombinované do rodu Calla dnešní autoři zpravidla řadí k jiným rodům nebo je řadí pod Calla palustris jako vnitrodruhové ranky. Stejně tak pokojové rostliny lidově nazývané kala patří k jiným rodům z čeledi árónovité.

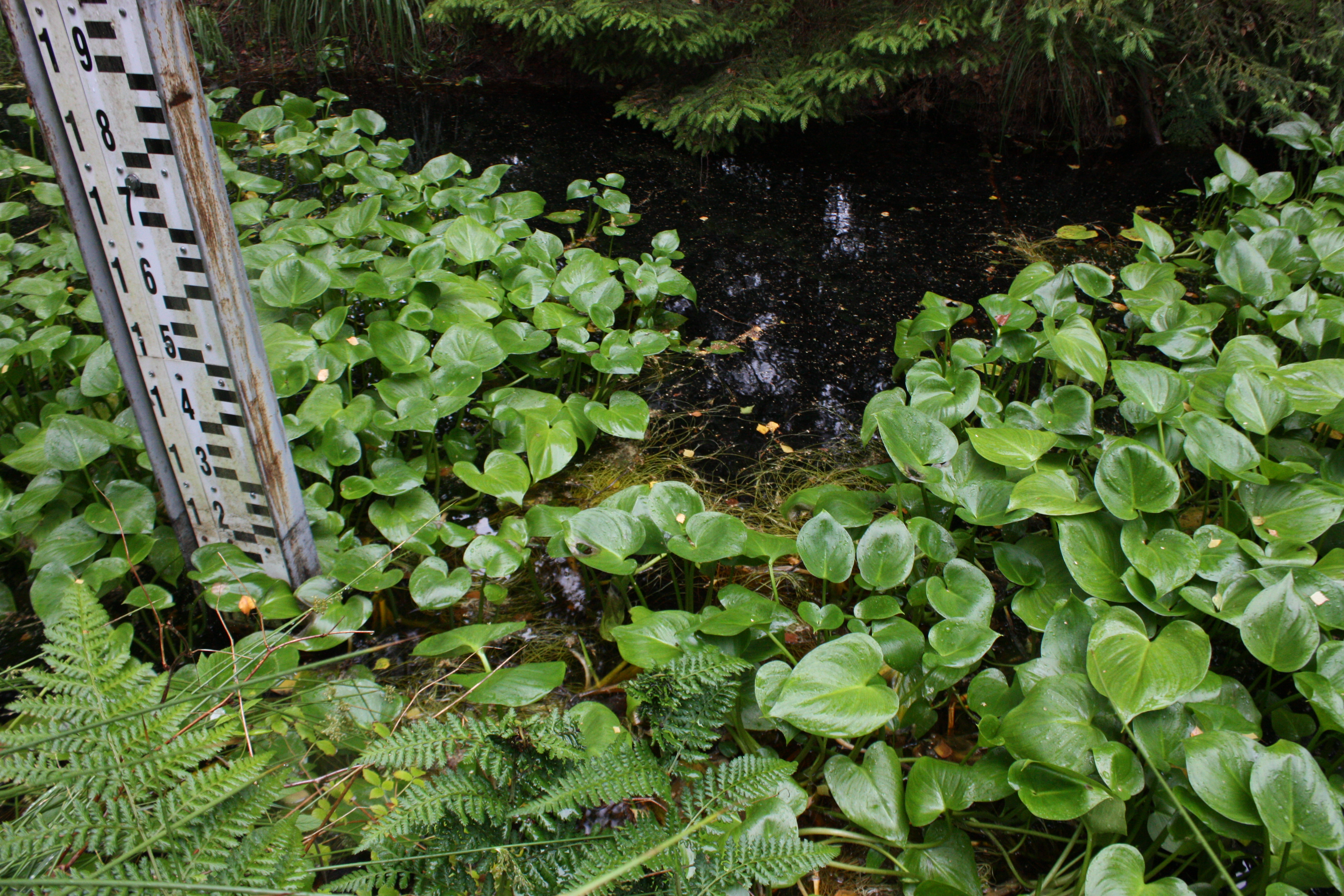
Ďáblík bahenní, Polsko, rašeliniště Welke Bagno, Gać (Główczyce)

## Popis
Jedná se o mokřadní rostlinu s oddenky. Je vytrvalá, jednodomá s oboupohlavnými i jednopohlavnými květy. Listy jsou řapíkaté, střídavé, s listovými pochvami. Čepele listů jsou široce vejčité až okrouhlé 5–14 cm dlouhé a podobně i široké. Květy jsou v květenstvích, ve ztlustlých klasech, někdy se tento typ květenství nazývá palice. Květenství podepřeno nápadným listenem, který tvoří toulec, nejčastěji 3–8 cm dlouhý, uvnitř bílý, vně zelenavý. Květenství se skládá z mnoha květů, které jsou uspořádány do spirály a pokrývají palici až k vrcholu. Naspodu palice jsou oboupohlavné květy, na vrcholu přecházejí do samčích květů. V ČR kvete nejčastěji od května do července. Okvětí chybí. Tyčinek je 6–12, vnější tyčinky mají širší nitky než vnitřní. Gyneceum je složeno z 1 plodolistu, je monomerické, semeník je svrchní. Plody jsou dužnaté, jedná se o bobule uspořádané do plodenství, bobule jsou za zralosti červené barvy.

## Rozšíření ve světě
Ďáblík bahenní patří mezi cirkumpolární druhy, je rozšířen v chladnější části mírného pásma a v boreálním pásu Evropy, Asie a Severní Ameriky.

## Rozšíření v Česku
Roste roztroušeně v územích s vhodnými biotopy od nížin do podhůří. Nejčastěji ho najdeme v mokřadních olšinách sv. Alnion glutinosae, ale přechází i na břehy vod a okraje rašelinišť.

## Karyologie
V ČR se udává 2n=72 (tetraploid), ale např. v Severní Americe bylo zjištěno výhradně 2n=36 (diploid).

## Použití
Někdy bývá pěstována jako okrasná rostlina pro vodní partie. Dříve se rostlina užívala jako oficiální droga (Radix dracunculi palustris), celá rostlina je ale považována za jedovatou, zejména oddenek.

## Pěstování
Těžší, kyselé zamokřené půdy s dostatkem živin. Preferuje polostinné stanoviště.